# Кійовець (Великопольське воєводство)
Кійовець (пол. Kijowiec) — село в Польщі, у гміні Слесін Конінського повіту Великопольського воєводства.
Населення — 434 особи (2011).
У 1975-1998 роках село належало до Конінського воєводства.

## Демографія
Демографічна структура станом на 31 березня 2011 року:
|          | Загалом | Допрацездатний вік | Працездатний вік | Постпрацездатний вік |
| -------- | ------- | ------------------ | ---------------- | -------------------- |
| Чоловіки | 238     | 52                 | 161              | 25                   |
| Жінки    | 196     | 37                 | 119              | 40                   |
| Разом    | 434     | 89                 | 280              | 65                   |